# Myrcia subalpestris
Myrcia subalpestris är en myrtenväxtart som beskrevs av Dc.. Myrcia subalpestris ingår i släktet Myrcia och familjen myrtenväxter. Inga underarter finns listade i Catalogue of Life.